# Mobile Monday
MobileMonday (MoMo) – otwarte spotkanie branżowe dla osób z branży telekomunikacyjnej i mobilnej promującą współpracę i transgraniczny rozwój biznesu poprzez wymianę pomysłów, najlepszych praktyk i trendów z rynków światowych. Założona jesienią 2000 roku w Helsinkach.  Na chwilę obecną MobileMonday odbywa się w ponad 140 miastach na całym świecie.

## Początki
Wszystko zaczęło się podczas Nocy Sztuki w Helsinkach w sierpniu 2000 roku. Wieczorem liczni członkowie fińskiej sceny mobilnej spotkali się na imprezie zorganizowanej przez Add2Phone w celu inauguracji nowej firmy. Po zakończeniu tej imprezy Vesa-Matti "Vesku" Paananen zaczął planować i zorganizował pierwsze spotkanie z cyklu Mobile Monday. Nazwa była autorskim pomysłem Petera Vesterbacka, (obecnie CMO w Rovio). Pierwsze spotkanie odbyło się w Molly Malone (irlandzki pub) w pierwszy poniedziałek września w 2000 roku. Na pierwsze spotkanie przybyło 57 osób, z czego 9 było bezpośrednio zaangażowana w organizację Mobile Monday. Pierwotna koncepcja ustalona przez Vesku Paananen była bardzo prosta polegała na spotkaniu i dyskusji na temat mobilności z różnych perspektyw w otwartym środowisku, neutralnym i zrelaksowany gronie. Spotkanie obejmowało trzy prezentacje w języku angielskim. Zazwyczaj jedna prezentacja była o biznesie, jedna techniczna i jedna jako case study.

## Historia Międzynarodowa
Mobile Monday Oy została formalnie założona 15 kwietnia 2004 roku i posiada wszelkie prawa do znaku towarowego Mobile Monday. Rok 2004 stał się również początkiem globalnej ekspansji tej bezpłatnej imprezy. Pierwszym miastem poza Helsinkami gdzie zorganizowano Mobile Monday było Tokio a następnie Silicon Valley i Włoch. W Marcu 2011 roku impreza odbywała się w ponad 140 miastach w 80 krajach na świecie. W lutym 2008 roku społeczność MoMo została odznaczona „Winner of 2007 Internationalization Award” wręczoną przez Prezydenta Finlandii, w 2009 roku została uhonorowana nagrodą „World Brand Leadership 2009” .

## Idea imprezy
Mobile Monday to niezależna, bezpłatna organizacja tworząca spotkania branżowe mające na celu integrację środowiska oraz rozwoju lokalnego rynku Mobile

## Mobile Monday w Polsce
W Polsce odbywają się dwie edycję Mobile Monday Poland w Warszawie oraz Mobile Monday Silesia w Gliwicach.